# باجنو أ ريبولي
باجنو أ ريبولي، (بالإنجليزية: Bagno a Ripoli)‏، هي (بلدية) في مقاطعة فلورنسا، في توسكانا الإيطالية، وتقع على بعد حوالي 7 كيلومترات (4 ميل) جنوب شرق فلورنسا.

## السكان
تطور النمو السكاني لـ باجنو أ ريبولي

## توأمة
لباجنو أ ريبولي اتفاقيات توأمة مع:
- فايترشتات

## أعلام
- لورينزو لافيروني
- غيدو جراتون
- دافيدي برتولوتشي
- أليجرا لابي
- ليوناردو فابري